# Чемпионат Уругвая по футболу 1933
Примера А Уругвая по футболу 1933 года — очередной сезон лиги. Турнир проводился по трёхкруговой системе в 27 туров. Все клубы из Монтевидео.

## Таблица
| №  | Клуб                 | И  | В  | Н | П  | Заб | Проп | Очки |
| 1  | Насьональ            | 27 | 20 | 6 | 1  | 56  | 10   | 46   |
| 2  | Пеньяроль            | 27 | 21 | 4 | 2  | 77  | 18   | 46   |
| 3  | Рампла Хуниорс       | 27 | 14 | 4 | 9  | 39  | 29   | 32   |
| 4  | Монтевидео Уондерерс | 27 | 11 | 9 | 7  | 39  | 36   | 31   |
| 5  | Дефенсор             | 27 | 12 | 5 | 10 | 50  | 39   | 29   |
| 6  | Суд Америка          | 27 | 9  | 7 | 11 | 30  | 40   | 25   |
| 7  | КА Ривер Плейт       | 27 | 6  | 6 | 15 | 19  | 45   | 18   |
| 8  | Расинг               | 27 | 4  | 7 | 16 | 29  | 58   | 15   |
| 9  | Сентраль             | 27 | 4  | 6 | 17 | 33  | 63   | 14   |
| 10 | Белья Виста          | 27 | 6  | 2 | 19 | 27  | 61   | 14   |

## Матчи за чемпионство
27 мая: Насьональ-Пеньяроль 0:0
2 сентября: Насьональ-Пеньяроль 0:0 (после 2 экстра-таймов по 30 минут)
18 ноября: Насьональ-Пеньяроль 3:2 (Н.: Эктор Кастро 53', 61', 77'; П.: Браулио Кастро 42', Хуан Арремин 58')

## Матчи

### Тур 1
| Рампла Хуниорс — Пеньяроль 1:0 |
| Насьональ — Белья Виста 4:0    |
| Ривер Плейт — Суд Америка 2:0  |
| Расинг — Сентраль 3:3          |
| Уондерерс — Дефенсор 1:1       |

### Тур 2
| Насьональ — Сентраль 2:0         |
| Пеньяроль — Уондерерс 4:2        |
| Белья Виста — Расинг 4:3         |
| Рампла Хуниорс — Ривер Плейт 2:0 |
| Дефенсор — Суд Америка 4:2       |

### Тур 3
| Пеньяроль — Расинг 7:1        |
| Насьональ — Суд Америка 0:0   |
| Рампла Хуниорс — Сентраль 2:1 |
| Уондерерс — Белья Виста 3:2   |
| Дефенсор — Ривер Плейт 1:0    |

### Тур 4
| Насьональ — Ривер Плейт 2:0      |
| Пеньяроль — Сентраль 2:0         |
| Рампла Хуниорс — Суд Америка 1:1 |
| Дефенсор — Белья Виста 1:0       |
| Уондерерс — Расинг 2:0           |

### Тур 5
| Пеньяроль — Ривер Плейт 0:0    |
| Насьональ — Рампла Хуниорс 2:0 |
| Суд Америка — Белья Виста 1:0  |
| Уондерерс — Сентраль 0:0       |
| Расинг — Дефенсор 4:2          |

### Тур 6
| Пеньяроль — Белья Виста 2:0   |
| Уондерерс — Ривер Плейт 3:1   |
| Дефенсор — Рампла Хуниорс 2:0 |
| Суд Америка — Сентраль 2:1    |
| Насьональ — Расинг 2:0        |

### Тур 7
| Уондерерс — Суд Америка 1:0   |
| Сентраль — Дефенсор 1:1       |
| Белья Виста — Ривер Плейт 0:0 |
| Насьональ — Пеньяроль 2:0     |
| Рампла Хуниорс — Расинг 1:1   |

### Тур 8
| Насьональ — Дефенсор 3:0       |
| Белья Виста — Сентраль 2:0     |
| Расинг — Ривер Плейт 1:0       |
| Рампла Хуниорс — Уондерерс 2:0 |
| Пеньяроль — Суд Америка 5:1    |

### Тур 9
| Суд Америка — Расинг 2:1         |
| Насьональ — Уондерерс 3:0        |
| Пеньяроль — Дефенсор 2:1         |
| Белья Виста — Рампла Хуниорс 2:1 |
| Сентраль — Ривер Плейт 1:1       |

### Тур 10
| Пеньяроль — Рампла Хуниорс 3:0 |
| Насьональ — Белья Виста 4:2    |
| Ривер Плейт — Суд Америка 3:1  |
| Сентраль — Расинг 3:2          |
| Уондерерс — Дефенсор 3:2       |

### Тур 11
| Насьональ — Сентраль 1:0         |
| Пеньяроль — Уондерерс 2:2        |
| Белья Виста — Расинг 2:0         |
| Рампла Хуниорс — Ривер Плейт 3:0 |
| Дефенсор — Суд Америка 1:1       |

### Тур 12
| Пеньяроль — Расинг 5:1        |
| Насьональ — Суд Америка 1:0   |
| Сентраль — Рампла Хуниорс 1:0 |
| Уондерерс — Белья Виста 2:0   |
| Дефенсор — Ривер Плейт 5:0    |

### Тур 13
| Насьональ — Ривер Плейт 7:0      |
| Пеньяроль — Сентраль 5:0         |
| Рампла Хуниорс — Суд Америка 1:0 |
| Дефенсор — Белья Виста 4:3       |
| Уондерерс — Расинг 3:1           |

### Тур 14
| Пеньяроль — Ривер Плейт 4:0    |
| Насьональ — Рампла Хуниорс 1:0 |
| Суд Америка — Белья Виста 2:0  |
| Уондерерс — Сентраль 2:2       |
| Дефенсор — Расинг 4:1          |

### Тур 15
| Пеньяроль — Белья Виста 3:1   |
| Уондерерс — Ривер Плейт 2:2   |
| Дефенсор — Рампла Хуниорс 1:1 |
| Суд Америка — Сентраль 3:2    |
| Насьональ — Расинг 3:0        |

### Тур 16
| Суд Америка — Уондерерс 2:1   |
| Дефенсор — Сентраль 2:0       |
| Ривер Плейт — Белья Виста 1:0 |
| Насьональ — Пеньяроль 2:2     |
| Рампла Хуниорс — Расинг 1:0   |

### Тур 17
| Насьональ — Дефенсор 2:0       |
| Сентраль — Белья Виста 4:0     |
| Расинг — Ривер Плейт 1:1       |
| Уондерерс — Рампла Хуниорс 2:1 |
| Пеньяроль — Суд Америка 3:0    |

### Тур 18
| Суд Америка — Расинг 1:0         |
| Насьональ — Уондерерс 1:1        |
| Пеньяроль — Дефенсор 3:1         |
| Рампла Хуниорс — Белья Виста 2:0 |
| Сентраль — Ривер Плейт 2:1       |

### Тур 19
| Пеньяроль — Рампла Хуниорс 2:0 |
| Насьональ — Белья Виста 3:0    |
| Суд Америка — Ривер Плейт 1:0  |
| Расинг — Сентраль 1:0          |
| Дефенсор — Уондерерс 3:0       |

### Тур 20
| Насьональ — Сентраль 4:0         |
| Пеньяроль — Уондерерс 2:0        |
| Расинг — Белья Виста 3:2         |
| Рампла Хуниорс — Ривер Плейт 2:0 |
| Дефенсор — Суд Америка 2:1       |

### Тур 21
| Пеньяроль — Расинг 1:0        |
| Насьональ — Суд Америка 1:1   |
| Рампла Хуниорс — Сентраль 6:3 |
| Уондерерс — Белья Виста 2:0   |
| Ривер Плейт — Дефенсор 1:0    |

### Тур 22
| Насьональ — Ривер Плейт 1:0      |
| Пеньяроль — Сентраль 8:2         |
| Рампла Хуниорс — Суд Америка 3:1 |
| Дефенсор — Белья Виста 4:0       |
| Уондерерс — Расинг 2:1           |

### Тур 23
| Пеньяроль — Ривер Плейт 2:1    |
| Насьональ — Рампла Хуниорс 2:0 |
| Белья Виста — Суд Америка 2:1  |
| Уондерерс — Сентраль 2:0       |
| Дефенсор — Расинг 3:0          |

### Тур 24
| Пеньяроль — Белья Виста 4:0   |
| Уондерерс — Ривер Плейт 1:1   |
| Рампла Хуниорс — Дефенсор 2:1 |
| Суд Америка — Сентраль 4:3    |
| Насьональ — Расинг 1:1        |

### Тур 25
| Уондерерс — Суд Америка 1:1   |
| Дефенсор — Сентраль 4:2       |
| Белья Виста — Ривер Плейт 2:1 |
| Пеньяроль — Насьональ 2:0     |
| Рампла Хуниорс — Расинг 1:1   |

### Тур 26
| Насьональ — Дефенсор 2:1       |
| Белья Виста — Сентраль 2:2     |
| Расинг — Ривер Плейт 1:1       |
| Рампла Хуниорс — Уондерерс 2:1 |
| Пеньяроль — Суд Америка 0:0    |

### Тур 27
| Суд Америка — Расинг 1:1         |
| Насьональ — Уондерерс 0:0        |
| Пеньяроль — Дефенсор 4:0         |
| Рампла Хуниорс — Белья Виста 4:1 |
| Ривер Плейт — Сентраль 1:0       |